# Fondachelli-Fantina
Fondachelli-Fantina (Funnaghellu in galloitalico di Sicilia; fundagghedu  in siciliano) è un comune italiano sparso di 1 169 abitanti della città metropolitana di Messina in Sicilia. Il capoluogo si trova nella frazione Rubino. Il territorio comunale è compreso tra le catene dei monti Peloritani e dei Nebrodi.

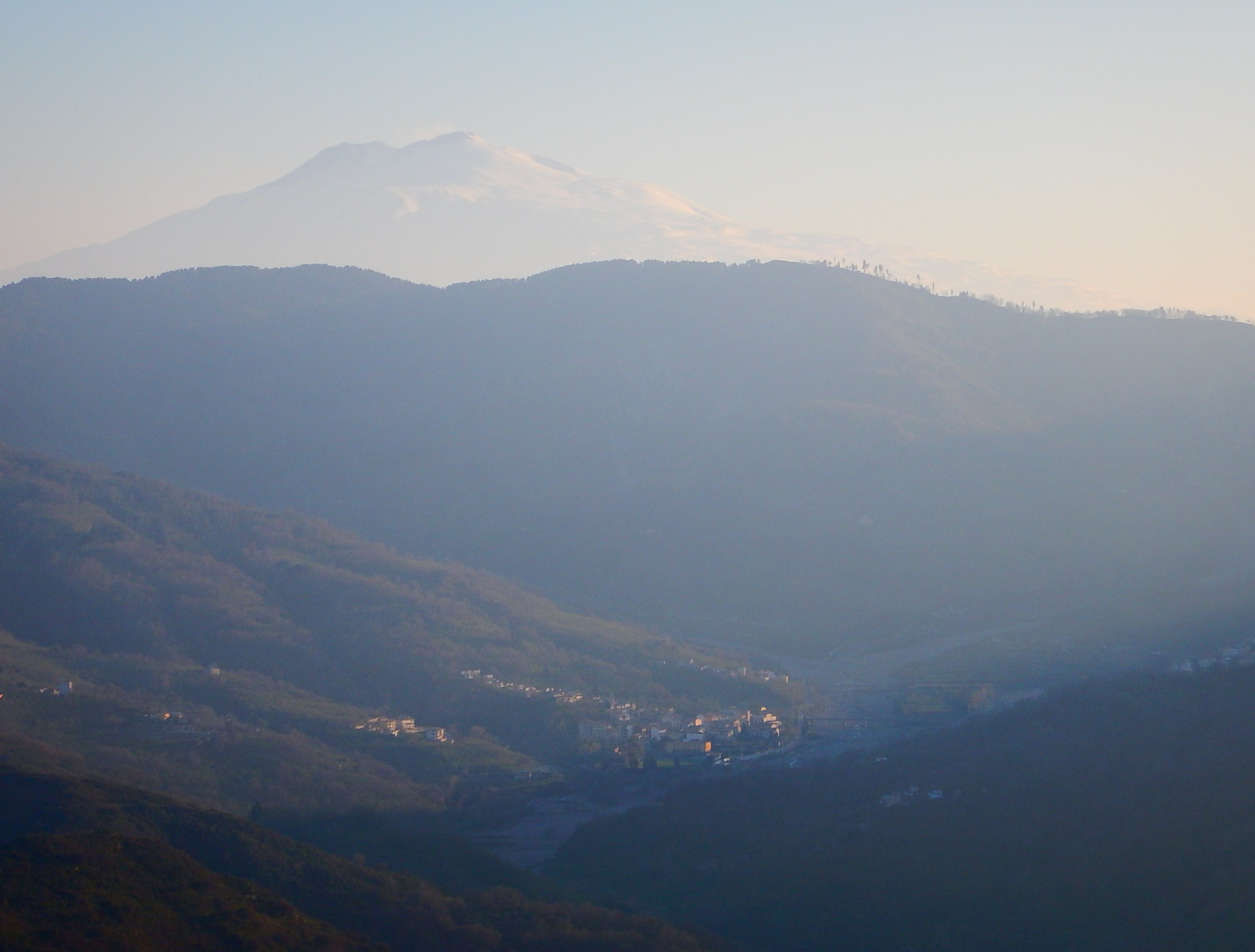
La vallata di Fondachelli Fantina

Prima dell'autonomia raggiunta nel 1950 il territorio costituiva le frazioni Fondachelli e Fantina del comune di Novara di Sicilia. Attualmente non esiste un centro chiamato Fondachelli, essendo presenti i tre distinti abitati limitrofi di Rubino, Evangelisti e Chiesa, oltre ai più distanti Figheri, Marcazzo, Pietragrossa e San Martino. Limitrofe alla frazione Fantina sono invece Carnale, Giarra e Ruzzolino. I vari centri sono abbarbicati, immersi nella natura, sulle pendici dei monti Peloritani che formano una conca circolare attorno all'alveo del torrente Patrì collegato da numerose gole alle sue sorgenti. Nella valle si affacciano le tre vette più alte dei Peloritani: la Montagna Grande, la Rocca di Salvatesta e la Montagna di Vernà e l'altopiano di Pizzo Vento dove si possono osservare gli equinozi.

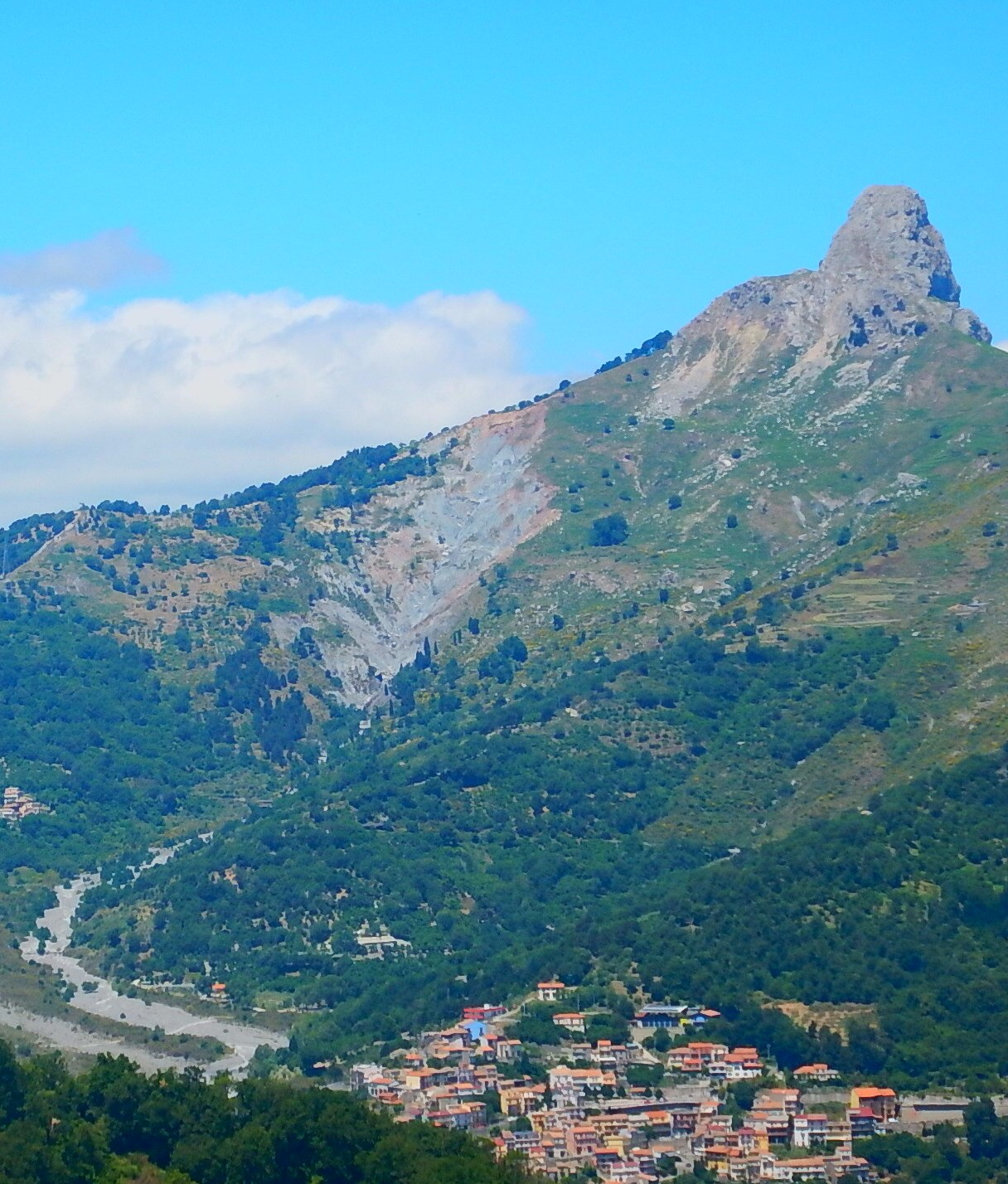
Paesaggio

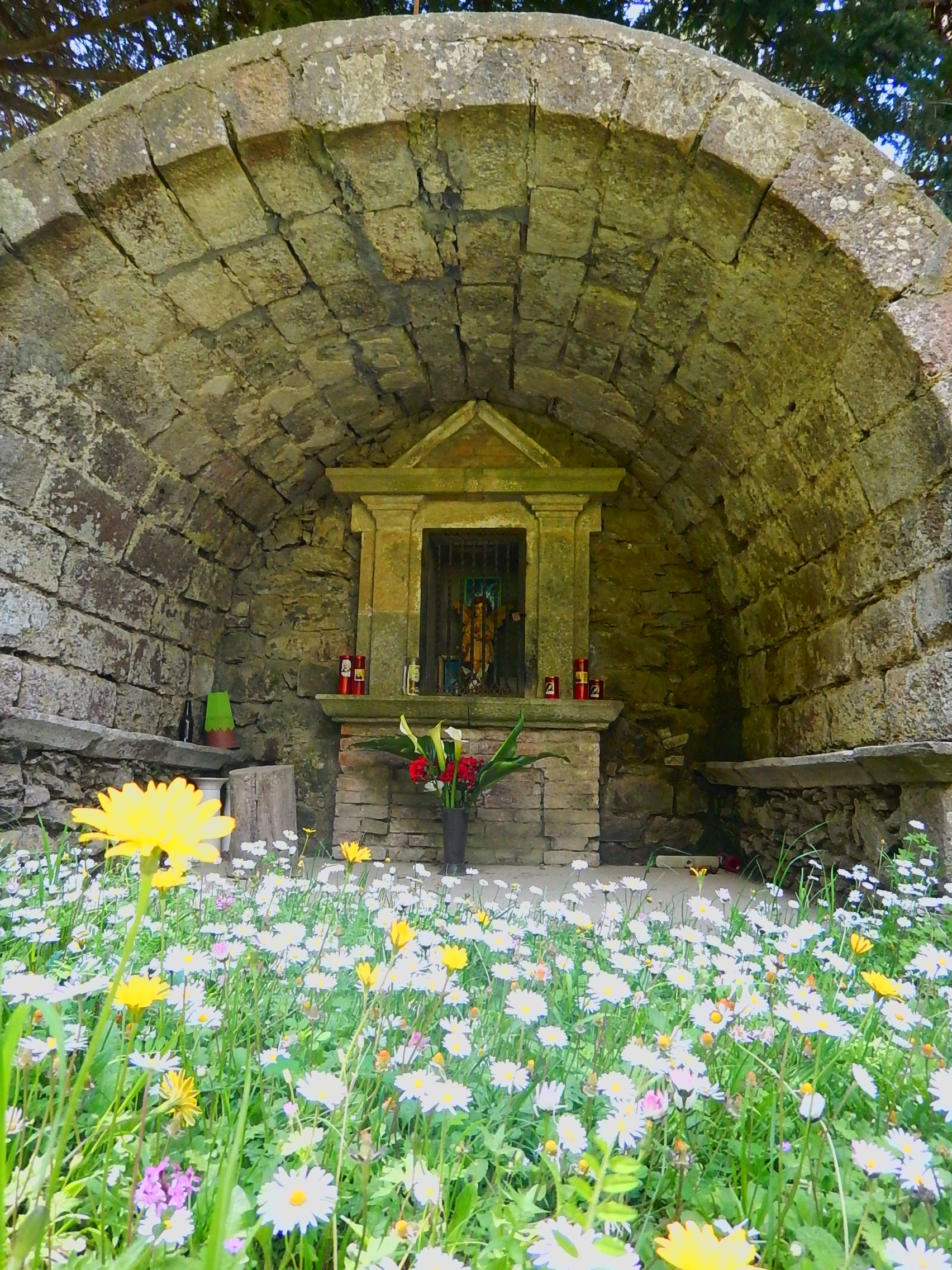
La cappella dell'Angelo Custode, patrono di Fondachelli Fantina festeggiato la seconda domenica di luglio, sul soprastante monte Tre Fontane

Sulla linea di cresta dei Peloritani che circondano la valle di Fondachelli Fantina si sviluppano gli ultimi chilometri della Dorsale Peloritana, un'antica
trazzera di circa 70 km che termina a Portella Mandrazzi, praticamente ai piedi della Rocca di Salvatesta.

## Origini del nome
Chiamata anticamente Canneto, il nome di Fondachelli deriva da un fondaco, nome con il quale era indicato il quartiere Chiesa. Il fondaco (fondaco più il suffisso diminutivo -ello, fondachello, ovvero un piccolo fondaco, pron. fóndaco, dal greco πάνδοκος, albergo, letteralmente "casa-magazzino") era un edificio (o un complesso di edifici) di origine medievale, che nelle città di mare svolgeva funzioni di magazzino e, spesso, anche di alloggio per i mercanti stranieri. Mentre il toponimo Fantina sembra derivare da fantinia, a sua volta derivato da "infante" ("bambino") più il suffisso "-ina", o da fante ("soldato di fanteria"). Gli etnici sono fundaghjllottj e fantjisj.

## Storia
La zona attraversata dal torrente Patrì, dove oggi sorgono Fondachelli e Fantina, si pensa fosse abitata già durante la preistoria, da gruppi di persone che preferirono la vita aspra sulle montagne piuttosto che rischiare di subire incursioni sulla costa. La maggior parte degli antichi abitanti del territorio peloritano si dedicava soprattutto alla pastorizia e laddove possibile all'agricoltura.
Una delle prime testimonianze di antichi centri abitati nella valle del Patrì la si ha con la scoperta degli studiosi Luigi Bernabò Brea e Domenico Ryolo Di Maria, delle rovine di un'antica città chiamata secondo le iscrizioni "Longane", situata in prossimità del Monte Pirgo, tra il torrente Patrì e il torrente Mazzarrà, in una posizione molto vicina all'attuale territorio di Rodì Milici, confinante con quello di Fondachelli-Fantina. Inoltre furono scoperte monete d'argento sulle quali è visibile il volto di una divinità (probabilmente fluviale) chiamata Longanos, raffigurata con un'espressione furba e spavalda e con due piccole corna. Tutto ciò fa pensare che il torrente che oggi viene chiamato Patrì, un tempo potrebbe essere stato chiamato Longano, confondendosi nel tempo con il torrente che scorre nel cuore di Barcellona Pozzo di Gotto che ad oggi è chiamato proprio Longano. Non si hanno notizie sulla distruzione della città di Longane, ma la sua scomparsa si fa risalire al 492 a.C.
È probabile che sulle rive del Patrì nel 269 a.C si svolse la battaglia che vide fronteggiarsi l'esercito siracusano di Gerone II (probabilmente rinforzato da qualche esule superstite del saccheggio di Messana, ovvero l'odierna Messina) e quello mamertino che si era precedentemente impadronito di Messana. Secondo Diodoro Siculo, Gerone aveva dapprima affrontato i mamertini a Tauromenion e successivamente a Miles (entrambe facenti parte del territorio d'influenza di Messana) sconfiggendoli, risalendo i Monti Peloritani e riaffrontandoli mentre cercavano di ricongiungersi con i loro compagni sul versante ionico, dall'altro lato dei Peloritani, percorrendo una via simile a quella che è percorsa in parte ancora oggi dalla strada statale 185. Diodoro Siculo narra che il condottiero mamertino Chione aveva al suo seguito ottomila fanti e quaranta cavalieri, mentre Gerone II disponeva di diecimila fanti e millecinquecento cavalieri. Seicento soldati dell'esercito siracusano erano rimasti accampati dietro un colle (o una montagna) chiamato Thorax (Torace), per poi piombare sull'esercito mamertino consegnando la vittoria ai siciliani. Ancora oggi gli storici dibattono su quale possa essere l'esatta ubicazione del monte Torace. Alcuni assicurano che si trovi all'altezza di Fantina, dove tutt'ora esiste una frazione chiamata Carnale, il cui macabro nome potrebbe ricordare un evento cruento. Altri sostengono che la battaglia si sia svolta nelle zone di Rodì Milici, dove in passato sono state rinvenute notevoli quantità di armi antiche. Infine un'ultima ipotesi identifica il monte Thorax come il monte che divide il versante Tirrenico e quello Jonico dei Monti Peloritani, precisamente dove oggi sorge il colle Trefontane, nei pressi di Fondachelli. Qualunque sia stato l'esatto luogo della battaglia, la cosa certa è che la zona che oggi corrisponde al comune di Fondachelli-Fantina era già conosciuta e utilizzata in antichità come importante crocevia tra i due versanti dei Monti Peloritani.
La posizione geografica di Fondachelli Fantina ha preservato il tipico dialetto Gallo-Siciliano che ha origini durante le Dinastie degli Altavilla e degli Svevi del Regno di Sicilia (1061–1266) periodo nel quale emigranti del nord Italia (spesso di origine lombarda, ligure e piemontese) e della Provenza si installarono nell'area; tali genti sono conosciute come lombardi di Sicilia. Non a caso il dialetto gallo-siculo presenta delle similitudini lessicali con i dialetti gallo-italici del nord Italia e fonetiche con la lingua francese e le lingue germanico-scandinave. Secondo il I Volume Etimologico Siciliano le influenze linguistiche sul dialetto gallo-siculo sono in ordine: gallo-italico, normanno, gallo-romanzo, francese antico, francese, occitano, catalano.

Mappa linguistica delle minoranze gallo-italiche di Sicilia

La zona fu sotto il controllo della famiglia Palizzi fino al 1353, quando la famiglia Gioiemi di Novara ne prese possesso.
La valle del torrente Patrì fu un importante centro minerario già durante l'epoca di governo normanna, ma l'attività di estrazione di minerali divenne determinante tra il 1720 e il 1880. I giacimenti erano numerosi, e ricchi principalmente di argento, calcopirite, ferro, piombo e rame (26 le miniere sparse nel territorio comunale), facendo sì che il territorio venisse ulteriormente popolato da genti provenienti da altre zone dei monti o dalla costa, in cerca di lavoro. Tuttavia il primo studioso che documentò nell'effettivo l'estrazione di minerali sui monti Peloritani fu Giuseppe Seguenza (1833-1889), studioso messinese di fama internazionale e docente di Geologia e Mineralogia presso l'Università di Messina, il quale evidenziò come tale attività gravitasse principalmente su Alì e Fiumedinisi per quanto riguarda il versante Jonico e su Fondachelli-Fantina per quanto riguarda il versante Tirrenico della catena montuosa. Secondo una più recente pubblicazione dal titolo Le miniere dei Monti Peloritani dei professori Bartolomeo Baldanza e Maurizio Triscari, nel XIX secolo ci furono addirittura diversi imprenditori inglesi coinvolti nello sfruttamento dei giacimenti di minerali sui Monti Peloritani, tra cui quelli di Fondachelli e di Fantina.

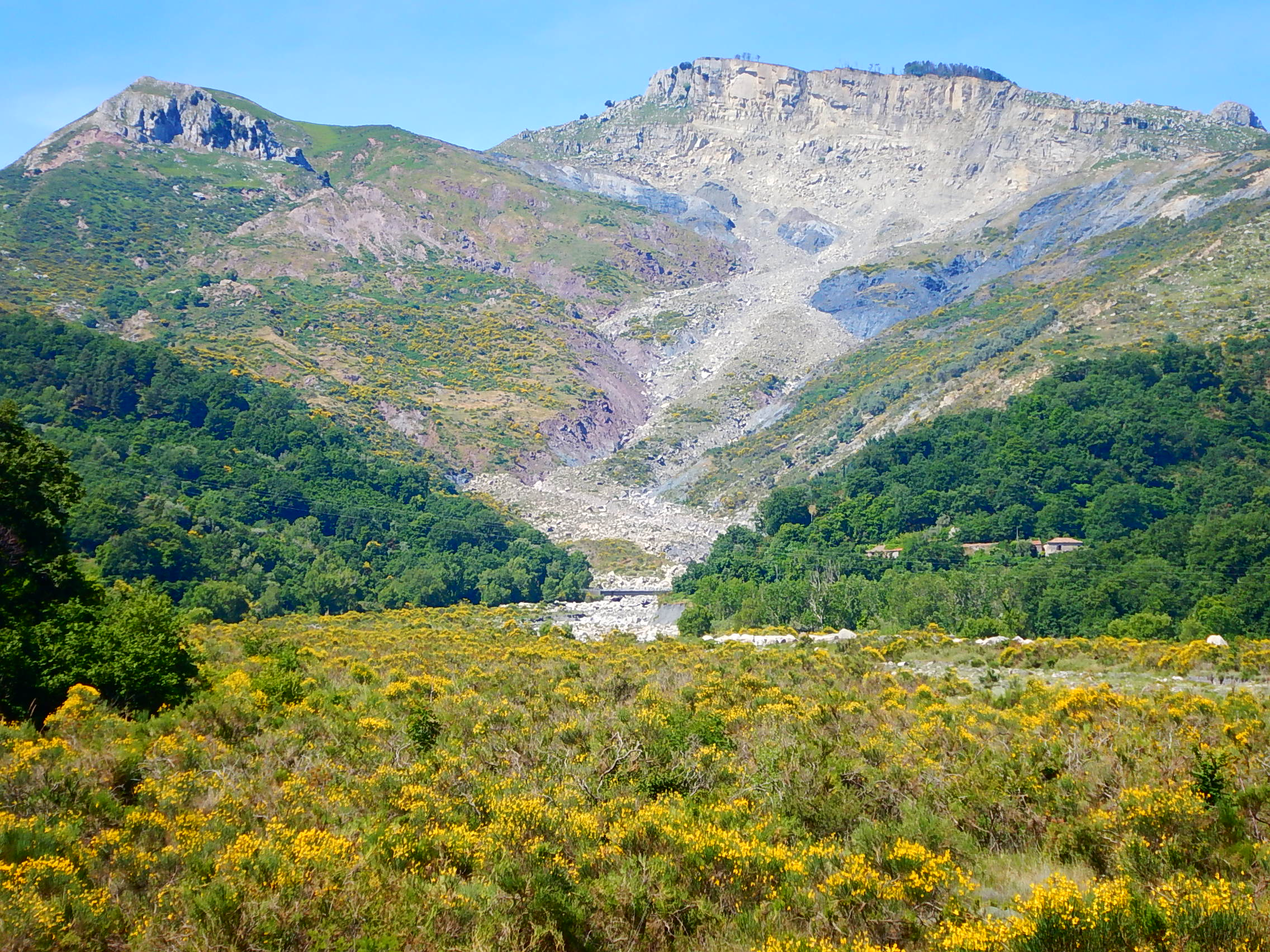
La montagna dei "Ritagli di Lecca"

Numerose sono state le alluvioni in questo luogo, come quelle negli anni: 1880, 1951, 1958, 1973, causate dallo sfruttamento dei giacimenti minerari e dal disboscamento e successiva coltivazione di molte aree franabili (più presenti rispetto ad altre zone a causa della conformazione geologica). Dell'alluvione del 1880 si dice che spazzò via intere borgate, mai più risorte e di cui oggi si conosce davvero poco, con la conseguenza che nello stesso periodo l'attività di estrazione mineraria si ridusse notevolmente.
Fondachelli-Fantina è diventato comune autonomo nel 1950 per distacco da Novara di Sicilia da cui dista 13 km.
La notte di San Silvestro del 1973 un'alluvione causò una frana dai Ritagli di Lecca (chiamati anche "Baata" dagli abitanti) che travolse gli abitati del quartiere di Rajù causando la morte di quattro persone, il quartiere venne di seguito abbandonato dai superstiti e ad oggi si è conservato quasi intatto. I superstiti dell'alluvione di Rajù e i loro discendenti sono sparsi tra le altre frazioni del comune di Fondachelli-Fantina, o tra i seguenti comuni: Terme Vigliatore, Francavilla di Sicilia, Barcellona Pozzo di Gotto, Novara di Sicilia, Rodì Milici, Castroreale, Trappitello, Giardini-Naxos. Tra le case ormai in rovina di Rajù è presente un monumento che ricorda le vittime dell'alluvione.

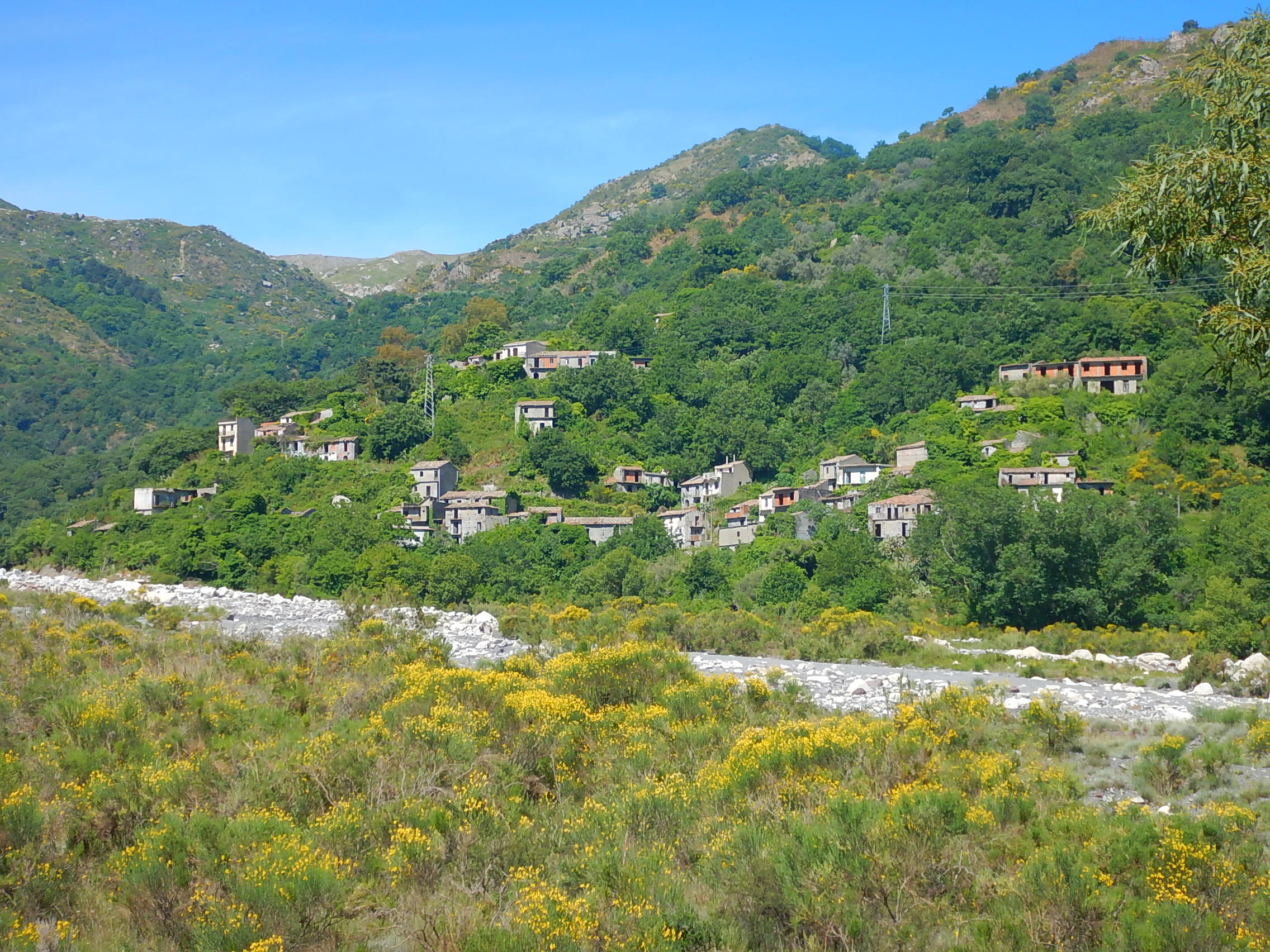
I ruderi del villaggio abbandonato di Rajù

Il 24 novembre 1984 Fantina ricevette la visita dell'allora presidente del consiglio Bettino Craxi, avvenuta in memoria del tragico eccidio di sette giovani garibaldini, che si trovavano sulla strada per Novara di Sicilia con l'intento di consegnare legalmente le armi, ma furono scambiati per disertori, e vennero catturati il 2 settembre 1862 dalle truppe sabaude dell'ufficiale piemontese Giuseppe De Villata mentre si trovavano in paese, e giustiziati il giorno seguente. Alcuni pensano erroneamente che l'eccidio avvenne per mano dei borbonici, ma è falso, in quanto i borbonici non possedevano più quel territorio, in cui invece vi era il presidio dei piemontesi del neonato Regno d'Italia, le cui mani si sono macchiate del sangue innocente dei sette giovani garibaldini. 
Ancora oggi nel luogo dell'eccidio è presente un piccolo monumento, che viene visitato il 3 settembre di ogni anno dai rappresentanti dell'amministrazione comunale e dagli abitanti del paese per commemorare il tragico evento. È possibile notare diverse bandiere tricolori nelle strade dell'abitato fantinese, proprio in memoria del tragico evento.
Dagli anni 50 del XX secolo, il territorio comunale entrò in una fase di forte spopolamento in atto ancora oggi, poiché molti abitanti hanno cercato fortuna in altre nazioni, principalmente la Svizzera, la Germania e gli Stati Uniti d'America. Altri hanno invece deciso di spostarsi in zona, ma verso centri urbani più ampi come Terme Vigliatore, Barcellona Pozzo di Gotto, Milazzo, Giardini-Naxos, Messina e Catania in cerca di lavoro e servizi, rientrando in paese per i finesettimana o nei periodi festivi. Nel 2024 diversi villaggi si trovano in stato di semi-abbandono, abbandonati o in rovina, tra questi: Dodaro, Masseria, Pernina, Rajù, Serro, Sant'Antonio e Trepiraini.
I santi patroni sono gli Angeli Custodi festeggiati la seconda domenica di luglio e il 2 ottobre e la Madonna della Provvidenza festeggiata l'8 settembre, San Giuseppe viene festeggiato la prima domenica dopo ferragosto.
La notte di Natale è usanza accendere un grande fuoco chiamato "Lumiaja" nelle piazze dei quartieri principali per riscaldare il Bambin Gesù.

### Simboli

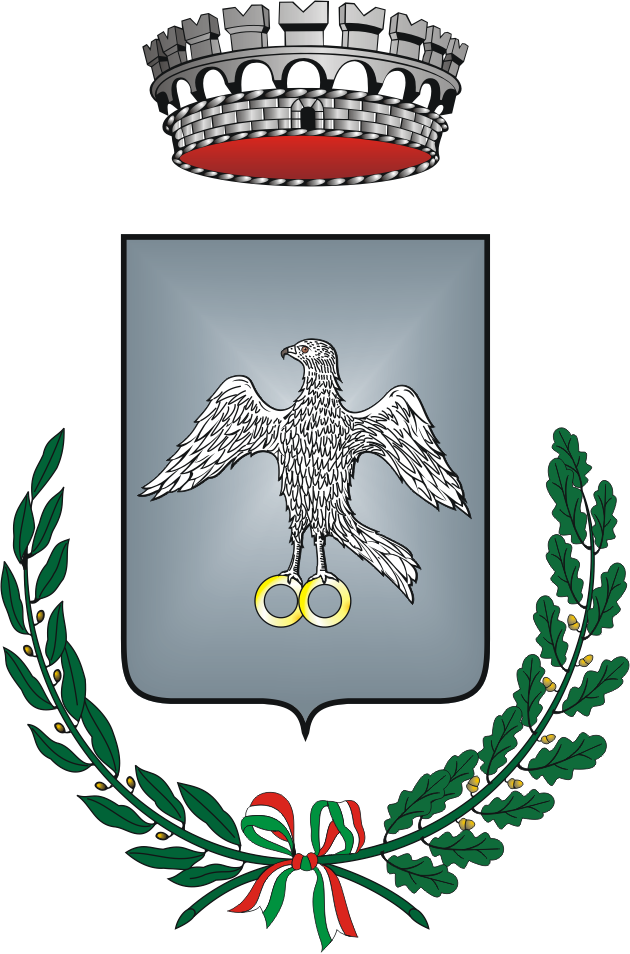
Stemma di Fondachelli-Fantina

Lo stemma e il gonfalone sono stati concessi con decreto del presidente della Repubblica del 10 luglio 2000.
Stemma
(Art. 7 dello Statuto)
Gonfalone
(Art. 7 dello Statuto)

## Società

### Evoluzione demografica
Abitanti censiti

### Lingue e dialetti
È uno degli ultimi comuni di Sicilia in cui si parla la lingua gallo-italico di Sicilia, la cui diffusione è dovuta alle migrazioni medievali ai tempi della Dinastia normanna degli Altavilla del Regno di Sicilia di soldati e coloni lombardi provenienti dai territori della marca Aleramica nell'Italia nordoccidentale. La posizione geografica isolata del paese ne ha favorito una migliore conservazione.

## Fauna
La valle del Patrì è ricca di numerose specie animali, tra cui: cinghiali, capre selvatiche dei Nebrodi, istrici, ricci europei, falchi, aquile, grifoni, civette, lucertole, granchi di fiume, rospi comuni e serpenti.

## Economia
Il territorio di Fondachelli-Fantina è stato in passato un pilastro dell'industria dell'estrazione di minerali in Sicilia. Attualmente le attività più gettonate sono la pastorizia, l'allevamento, l'agricoltura e la caccia (quando consentito dalla legge). Particolarmente rilevante è la raccolta di nocciole e di funghi.

## Cucina
Piatto tipico della zona è un impasto fritto chiamato "Turtau" dagli abitanti. Altri piatti non propriamente tipici ma spesso proposti in zona sono i classici della cucina casereccia siciliana e messinese.

## Infrastrutture e trasporti

### Strade
Fondachelli-Fantina è situato lungo la SP97A di Pietragrossa.
Il comune di Fondachelli-Fantina non è raggiungibile direttamente tramite autostrada, ma il casello autostradale più prossimo è quello di Barcellona Pozzo di Gotto sull'Autostrada A20, distante circa 21 km. Dal casello di Giardini Naxos sull'Autostrada A18 sono circa 50 km.
- Casello autostradale  Messina-Palermo  Barcellona Pozzo di Gotto

### Ferrovie
- Stazione di Novara-Montalbano-Furnari

Fondachelli-Fantina, è servito dalla ferrovia Palermo-Messina. La stazione ferroviaria, è situata in Vigliatore, frazione, facente parte del comune di Terme Vigliatore, a 19 km circa dal centro abitato.

### Autolinee
- Da Fondachelli-Fantina, l'AST effettua collegamenti extra-urbani nei giorni feriali con Mazzarrà Sant'Andrea, Novara di Sicilia e Barcellona Pozzo di Gotto.

## Amministrazione

### Altre informazioni amministrative
Il comune di Fondachelli-Fantina fa parte delle seguenti organizzazioni sovracomunali: regione agraria n.3 (Alto Fantina e Alto Mela).